# Эванс, Ллевеллин
Ллевеллин Блэкуэлл Эванс (англ. Llewellyn Blackwell Evans; 2 января 1876, Каиапои, Кентербери — 29 сентября 1951, Новая Зеландия) —  валлийский хоккеист на траве, защитник. Бронзовый призёр летних Олимпийских игр 1908 года.

## Биография
Ллевеллин Эванс родился 2 января 1876 года в новозеландском городе Каиапои.
Играл в хоккей на траве за «Рил» и «Сент-Асаф».
В 1908 году вошёл в состав сборной Уэльса по хоккею на траве на летних Олимпийских играх в Лондоне и завоевал бронзовую медаль, которая пошла в зачёт Великобритании. Играл на позиции защитника, провёл 1 матч, мячей не забивал.
Умер 29 сентября 1951 года в Новой Зеландии.